# Heute nicht!
Heute nicht! ist das vierte Studioalbum des deutschen Popschlager-Sängers Ben Zucker, das im Dezember 2023 erschien.

## Entstehung und Veröffentlichung
Die Erstveröffentlichung von Heute nicht! erfolgte am 8. Dezember 2023 bei Airforce1. Das Album erschien in seiner Originalausführung als CD, Download und Streaming mit 13 Titeln (Katalognummer: 060245558735). Am 18. Oktober 2024 erschien mit der sogenannten „Tour-Edition“ eine Deluxeausführung (Katalognummer: 060246532636). Mit Die weißen Tauben sind müde enthält das Album unter anderem eine Coverversion von Hans Hartz, das im Original aus dem Jahr 1982 stammt.
Geschrieben wurden die Lieder von verschiedenen, wechselnden Komponisten und Liedtextern; Zucker selbst war beim Schreibprozess von zehn der 13 Titel beteiligt. Für die Produktion aller Lieder zeichnete Thorsten Brötzmann verantwortlich. Unterstützung erhielt er bei einigen Liedern von Roman Lüth, Mathias Ramson oder auch Markus Rummel.

## Titelliste
| Nr. | Titel                                                     | Autor(en)                                                                         | Produzent(en)                            | Länge |
| --- | --------------------------------------------------------- | --------------------------------------------------------------------------------- | ---------------------------------------- | ----- |
| 1.  | Wir lieben uns wieder                                     | Mathias Ramson, Lukas Loules, Philipp Klemz, Ben Zucker, Martin Breitenbach       | Thorsten Brötzmann, Roman Lüth           | 2:42  |
| 2.  | An diesen Tagen (feat. Kerstin Ott)                       | Thorsten Brötzmann, Lukas Hainer, Kerstin Ott, Ben Zucker                         | Thorsten Brötzmann, Mathias Ramson       | 3:12  |
| 3.  | Heute nicht!                                              | Thorsten Brötzmann, Mathias Ramson, Philipp Klemz, Ben Zucker, Martin Breitenbach | Thorsten Brötzmann, Mathias Ramson       | 3:14  |
| 4.  | Stadt für uns alleine                                     | Thorsten Brötzmann, Mathias Ramson, Philipp Klemz, Ben Zucker, Martin Breitenbach | Thorsten Brötzmann, Mathias Ramson       | 2:54  |
| 5.  | Ich wollte nie, dass du gehst                             | Thorsten Brötzmann, Hannes Braun, Lukas Hainer, Ben Zucker                        | Thorsten Brötzmann, Markus Norwin Rummel | 3:10  |
| 6.  | Strassenjungs                                             | Thorsten Brötzmann, Lukas Hainer, Ben Zucker                                      | Thorsten Brötzmann, Markus Norwin Rummel | 3:11  |
| 7.  | Mein Herz                                                 | Elżbieta Steinmetz, Thomas Porzig, Florian Künstler, Antonia Kubas                | Thorsten Brötzmann, Markus Norwin Rummel | 3:07  |
| 8.  | Männer                                                    | Mathias Ramson, Lukas Hainer, Philipp Klemz, Ben Zucker                           | Thorsten Brötzmann, Mathias Ramson       | 3:30  |
| 9.  | Sag was                                                   | Thorsten Brötzmann, Mathias Ramson, Philipp Klemz, Ben Zucker, Martin Breitenbach | Thorsten Brötzmann, Mathias Ramson       | 2:47  |
| 10. | Verdammt                                                  | Anja Krabbe, Christoph Papendieck, Tom Marquardt, Ben Zucker                      | Thorsten Brötzmann, Markus Norwin Rummel | 3:32  |
| 11. | Die weißen Tauben sind müde (Coverversion von Hans Hartz) | Johann Christoph Busse                                                            | Thorsten Brötzmann                       | 4:23  |
| 12. | Ich brauch kein Hollywood                                 | Thorsten Brötzmann, Mathias Ramson, Philipp Klemz, Ben Zucker, Martin Breitenbach | Thorsten Brötzmann, Mathias Ramson       | 2:45  |
| 13. | Das Beste kommt noch                                      | Joe Walter, Philipp Klemz, Björn Steiner                                          | Thorsten Brötzmann, Markus Norwin Rummel | 3:39  |

## Rezensionen
Josephine Maria Bayer, Musikkritikerin von laut.de, schrieb zusammenfassend zu den Titeln des Albums: „[…] Plumpe Beats, laute, nervtötende Synths und Zuckers sentimental-trotziger Raspelgesang machen "Heute Nicht!" zu einem äußerst abwechslungsarmen Hörerlebnis.“

## Chartplatzierungen
Heute nicht! ist Ben Zuckers fünftes Album, das sich gleichzeitig in allen D-A-CH-Ländern platzieren konnte. In Deutschland (Rang 2) avancierte es zum fünften Top-10-Album von Zucker sowie in Österreich (Rang 10) zum vierten. In Deutschland musste dich das Album lediglich Hackney Diamonds der Rolling Stones geschlagen geben, damit war es in der Chartwoche vom 15. Dezember 2023 das erfolgreichste deutschsprachige Album in den Charts, womit es die Chartspitze der deutschen deutschsprachigen Albumcharts belegte.
| ChartsChartplatzierungen | Höchstplatzierung | Wochen |
| ------------------------ | ----------------- | ------ |
| Deutschland (GfK)        | 2 (9 Wo.)         | 9      |
| Österreich (Ö3)          | 10 (2 Wo.)        | 2      |
| Schweiz (IFPI)           | 13 (3 Wo.)        | 3      |